# Call of Duty: World at War
Call of Duty: World at War (укр. «Поклик обов'язку: Світ у війні», «Службовий обов'язок: Світ у війні») — шутер від першої особи, розроблений Treyarch і випущений Activision для Microsoft Windows, PlayStation 3, Wii та Xbox 360. Сюжет гри знову повертається до подій Другої Світової Війни і починається з того місця, коли японські солдати захопили головного героя. World at War був портований на Nintendo DS і PlayStation 2, де був змінений сюжет, залишаючись у сеттингу Другої Світової Війни. Це була перша гра в серії, в якій був присутній зомбі режим, представлений у наступних частинах. Glu Mobile також випустила версію для Windows Mobile.
Одиночна кампанія складається із двох сторін — одна з них американська, яка пропонує гравцеві повоювати з японськими солдатами і друга радянська, яка пропонує гравцеві повоювати з німцями.
World at War отримав позитивні відгуки від критиків, які похвалили його напруженість і жорстокий характер, хоча його критикували за відсутність інновацій. У перший день релізу гри було продано більше одного мільйона копій гри. За цим показником гру випередив лише спортивний симулятор — FIFA 09.

## Ігровий процес

### Кампанія
Місії йдуть з 1942 по 1945 рік. Протягом усієї сюжетної лінії гра йде за двох персонажів. Перший — це рядовий морської піхоти Міллер. Основний персонаж майже всіх місій за США (не рахуючи тільки однієї місії — за старшину Локка, який є третім персонажем). Другий — це рядовий Червоної армії Дмитро Петренко, який представляє СРСР. Всього в грі 15 сюжетних місій.
- Завжди готовий (Атолл Макін, Південь Тихого океану) 17 серпня 1942
- Слабкий опір (Білий пляж, острів Пелеліу) 15 вересня 1944
- Жорстка посадка (Аеродром, острів Пелеліу) 15 вересня 1944
- Вендета (Сталінград, СРСР) 17 вересня 1942
- Їх земля, їх кров (Зеєловські висоти, Німеччина) 18 квітня 1945
- Випалюй їх (Білий пляж, острів Пелеліу) 15 вересня 1944
- Невблаганний (Пункт, острів Пелеліу) 16 вересня 1944
- Залізом і кров'ю (Зеєловські висоти, Німеччина) 16 квітня 1945
- Сталеве кільце (Панков, Німеччина) 23 квітня 1945
- Виселення (Берлін, Німеччина) 24 квітня 1945
- Чорні кішки (На південь від о. Окінава, Тихий океан) 3 квітня 1945
- Підривай і випалюй (Хребет Уанна, Окінава) 14 травня 1945
- Точка зламу (Замок Сюрі, Окінава) 29 травня 1945
- Серце Рейху (Рейхстаг-Берлін, Німеччина) 30 квітня 1945
- Крах (Рейхстаг-Берлін, Німеччина) 30 квітня 1945
- Бонусний режим — Nacht der Untoten
- Бонусний режим — Verruckt
- Бонусний режим — Shi-no-Numa
- Бонусний режим — Der Riese

### Ігрові персонажі
|      | Персонаж           | Опис                                                                                           |
| ---- | ------------------ | ---------------------------------------------------------------------------------------------- |
| СРСР | Дмитро Петренко    | Рядовий, 62-а армія, потім 3-а ударна армія 150-та стрілецька дивізія                          |
| СРСР | Дмитро Петренко    | Головний персонаж місій за СРСР. Бере участь у Сталінградській битві та Берлінській операції.  |
| США  | Міллер (C. Miller) | Рядовий, 2-й батальйон рейнджерів морської піхоти США, згодом 1-а дивізія морської піхоти США. |
| США  | Міллер (C. Miller) | основний персонаж майже всіх місій за США. Бере участь в битві за Пелеліу, Макін і Окінаву.    |
| США  | Локк (Locke)       | Капрал. Стрілець літака, що входить в ескадрилью «Чорні кішки».                                |
| США  | Локк (Locke)       |                                                                                                |

### Nazi Zombies
Nazi Zombies або  Nacht der Untoten (нім. — «ніч мерців») — бонусний режим гри, який відкривається після проходження одиночної кампанії. Можливо грати як в поодинці, так і в кооперативі, з 3 іншими гравцями. Очки нараховуються за знищення зомбі та лагодження вікон, які перегороджують шлях зомбі в бункер. Гра закінчується зі смертю всіх гравців. Наплив зомбі нескінченний. Загалом було випущено 3 карти. Ідентичний режим існує в Call of Duty: Black Ops

## Головні персонажі
- Міллер — рядовий, протагоніст американської кампанії.
- Дмитро Петренко — рядовий, протагоніст кампанії за СРСР. Гине в Call of Duty: Black Ops від газу «Нова-6».
- Віктор Резнов — сержант Червоної Армії. Улюблені слова: «Мразь», «Ничтожество», «Подонки» та «Месть». Бере участь в подіях гри Call of Duty: Black Ops.
- Чернов (†?) — Рядовий Червоної Армії. Солдат — пацифіст, вів щоденник про війну. Можливо загинув біля Рейхстагу від німецького вогнеметника.
- Локк — старшина, стрілець літака, що входить в ескадрилью «Чорні кішки».
- Ройбук († — залежить від дій гравця) — командир 1-го загону морської піхоти США. Сержант, колишній капрал. Може загинути в кінці гри.
- Полонський († — залежить від дій гравця) — рядовий 1-го загону морської піхоти США. Може загинути в кінці гри замість Ройбука. Улюблене слово «Лайно».
- Том Салліван (†) — колишній командир 1-го загону морської піхоти США. Убитий в місії «Слабкий опір» під час атаки на Пелеліу.

## Антагоністи
- Генріх Амсель (†) — нацистський генерал, «архітектор страждань Сталінграда», за словами сержанта Резнова. Швидше за все прототипом для персонажа став генерал-фельдмаршал Фрідріх Паулюс. Резнов стверджує, що саме Амсель відповідальний за жахливі злодіяння проти мирного населення, не тільки в Сталінграді, але і на всіх окупованих територіях Радянського Союзу. Убитий Дмитром Петренко.
- Японський офіцер (†) — допитує та жорстоко катує взятий в полон загін Міллера. Убитий Ройбуком.

## Другорядні персонажі
- Марков — комісар Червоної Армії.
- Далетський (†) — сержант Червоної Армії. Брав участь в обороні Сталінграда. Загинув.
- Арсеній (†) — молодший сержант Червоної Армії. Брав участь в штурмі Рейхстагу. Повинен був поставити прапор на даху, але загинув під кулеметним вогнем. Прапор встановив Дмитро Петренко.
- Рукер (†) — рядовий 1-го загону морської піхоти США. Брав участь в атаці на Макін. Зарізаний ножем.
- Пайл (†) — рядовий, член розвідзагону Міллера в 1 місії. Захоплений в полон. Після допиту зарізаний ножем.
- Андерсон (†) — рядовий, член розвідзагону Міллера в 1 місії. Захоплений в полон. Страчений.
- МакКорд (†) — рядовий, член розвідзагону Міллера в 1 місії. Захоплений в полон. Страчений.
- Нельсон (†) — рядовий, член розвідзагону Міллера в 1 місії. Захоплений в полон. Страчений.
- Кук — рядовий, член розвідзагону Міллера в 1 місії. Захоплений в полон. Врятований загоном Саллівана.
- Хьютчінсон — рядовий, член розвідзагону Міллера в 1 місії. Захоплений в полон. Врятований загоном Саллівана.
- Галлахер — капрал 1-го загону морської піхоти США. Член загону рятувальників. Евакуював членів загону Міллера.
- Аллен — рядовий першого класу 1-го загону морської піхоти США. Член загону рятувальників. Евакуював членів загону Міллера.
- Раян († — залежить від дій гравця) — рядовий 1-го загону морської піхоти США. Брав участь в атаці на Макін.
- Люйтес (†) — рядовий 1-го загону морської піхоти США. Брав участь в атаці на Макін. Був захоплений в полон. Страчений.
- Лозано (†) — капрал 1-го загону морської піхоти США. Брав участь в атаці на Макін. Вбитий.
- Денні — рядовий 1-го загону морської піхоти США. Снайпер. Брав участь в атаці на Макін.
- Рівера (†) — капрал 1-го загону морської піхоти США. Брав участь в атаці на Макін. Вбитий.
- Снайдер (†) — сержант 1-го загону морської піхоти США. Брав участь в атаці на Макін. Загинув при вибуху бочки.
- Слейбек (†) — рядовий 1-го загону морської піхоти США. Брав участь в атаці на Макін. Загинув при вибуху бочки разом з сержантом Снайдером.
- Купман (†) — рядовий 1-го загону морської піхоти США. Брав участь в атаці на Пелеліу (місія «Слабкий опір»). Вбитий пострілом в голову.
- Рукер — сержант 1-го загону морської піхоти США. Брав участь в атаці на Пелеліу (місія «Невблаганний»). Радист групи. Передав по радіо про взяття острова.
- Боджоркес (†) — сержант 1-го загону морської піхоти США. Брав участь в атаці на Пелеліу (місія «Невблаганний»). Вбитий.
- Гріффін (†) — сержант 1-го загону морської піхоти США. Брав участь в атаці на Пелеліу (місія «Невблаганний»). Вбитий.
- Пенні (†) — сержант 1-го загону морської піхоти США. Брав участь в атаці на Пелеліу (місія «Невблаганний»). Вбитий.
- Гейб — рядовий 1-го загону морської піхоти США. Брав участь в атаці на Пелеліу (місія «Невблаганний»).
- Міттон — рядовий 1-го загону морської піхоти США. Брав участь в атаці на Пелеліу (місія «Невблаганний»).
- Гордон — майор 1-го загону морської піхоти США. Командир атаки на Окінаву.

## Ігрове озброєння

### Однокористувацька гра
| Країна         | Зброя |
| -------------- | --- |
| Третій рейх    | - Пістолет Вальтер P-38 - Гвинтівка Kar98k - Самозарядна гвинтівка Gewehr 43 - Пістолет-кулемет MP-40 - Штурмова гвинтівка StG-44 - Автоматична гвинтівка FG-42 - Кулемет MG-42 - Гранатомет Panzerschreck - Граната Stielhandgranate                                                     |
| США            | - Пістолет Кольт М1911 - Карабін М1А1 - Самозарядна гвинтівка M1 Гаранд - Снайперська гвинтівка Спрінгфілд М1903 - Пістолет-кулемет Томпсона - Ручний кулемет BAR - Гранатомет Bazooka - Осколкова граната М2 - Кулемет Браунінг M1919 - Помпова рушницю Trenchgun M1897 - Димова граната |
| Японія         | - Гвинтівка Arisaka Тип 38/Тип 99 - Тип 100 (пістолет-кулемет) - Ручний кулемет Type 99 - Станковий кулемет Тип 92 - Пістолет Намбу Тип 14 |
| СРСР СРСР      | - Гвинтівка Мосіна - Самозарядна гвинтівка Токарєва СВТ-40 - Пістолет-кулемет ППШ-41 - Граната РГД-33 - Протитанкова рушниця ПТРС-41 - Пістолет ТТ-33 - Коктейль Молотова |
| Загальна зброя | - Ранцевий Вогнемет M2 - Вибухівка - Штик - Дуловий гранатомет - Двостволка - Обріз двостволки |

### Озброєння в багатокористувацькій грі
В багатокористувацькій грі для кожної індивідуальної зброї передбачені відповідні покращення. Можливо вибрати тільки одне з максимально можливих чотирьох.

## Багатокористувацька гра

### Карти в багатокористувацькій грі
- Airfield
- Asylum
- Banzai
- Battery
- Breach
- Castle
- Cliffside
- Corrosion
- Courtyard
- Dome
- Downfall
- Hangar
- Knee Deep
- Makin
- Makin day
- Nightfire
- Outskirts
- Revolution
- Roundhouse
- Seelow
- Station
- Upheaval

## Відгуки
| Агрегатор    | Оцінка                                                 |
| ------------ | ------------------------------------------------------ |
| GameRankings | 85.57% (X360) 85.11 % (PS3) 84.65 % (PC) 83.59 % (Wii) |
| Metacritic   | 84/100 (X360) 85/100 (PS3) 83/100 (PC) 83/100 (Wii)    |

| Видання                      | Оцінка                                    |
| ---------------------------- | ----------------------------------------- |
| 1Up.com                      | B                                         |
| Destructoid                  | 6/10                                      |
| Game Informer                | 8.75/10                                   |
| GameRevolution               | [ 20 ]                                    |
| GameSpot                     | 8.5/10                                    |
| GameSpy                      | [ 25 ] [ 26 ]                             |
| GamesRadar+                  | [ 27 ]                                    |
| GameTrailers                 | 8.7/10                                    |
| GameZone                     | 8.5/10 (PC, PS3) 9/10 (X360) 8.1/10 (Wii) |
| IGN                          | 9.2/10 (X360) 8.0/10 (Wii)                |
| Official Xbox Magazine (США) | 7.5/10                                    |
| Pocket Gamer                 | 7.5/10                                    |
| VideoGamer.com               | 9/10                                      |
| Игромания                    | 8/10                                      |
| ЛКИ                          | 74 %                                      |

Загалом гра отримала менш позитивні оцінки, ніж минула гра серії Call of Duty 4: Modern Warfare, яку розробила компанія Infinity Ward. За даними агрегатора GameRankings гра має загалом 80-85 % позитивних оцінок на усіх платформах. Тієї ж думки дотримується агрегатор Metacritic, де всі версії мають загалом 83-85 зі 100 балів. Гра зайняла третє місце в номінації «Шутер року» (2008) від журнала Ігроманія.